# Грб Литваније
Грб Литваније је званични хералдички симбол Литванске Републике. У Литванији овај грб се популарно назива Vytis (Витис, у преводу онај који прогања, јуриша; слично пољској Пахонији). Представља један од најстаријих грбова у Европи. Члан 15. устава Литваније предвиђа да ће грб Литваније бити „бели Витис на црвеном пољу“.
Савремено хералдичко решење штита из 1991. године чини оклопљени витез на сребрном (белом) коњу а на црвеној позадини, окренут да гледа хералдички десно, односно налево када се грб гледа спреда. Јахач носи сребрни мач у десној руци изнад главе. На левом рамену витеза налази се плави штит са двоструким златним крстом. Седло, амови и појас су плави. Дршка мача, узенгије, потковице и украси су златне боје.

## Историја
Најранији помен грба је из 14. века, на печату Велике кнежевине Литваније. Грб је временом постао грб области Вилњус и проширио се употребом да би на крају био и грб читавог Велике кнежевине, а налазио се и као мотив на заставама. Грб се временом мењао по детаљима али никад суштински. Био је и грб литванске државе и у периоду између два светска рата, и усвојен је и за модерну литванску државу. Постоји предлог да се усвоји и велика варијанта грба са додатом траком која би на себи имала написан стих из литванске химне - Нека јединство цвета.